# 순다호저
순다호저(Hystrix javanica)는 호저과에 속하는 설치류의 일종이다. 인도네시아의 토착종이다.